# John Newton
John Newton (Londres, 24 de julho de 1725 — Londres, 21 de dezembro de 1807) foi um pastor anglicano. Tendo vivido antes de sua conversão à fé cristã como um traficante de escravos, Newton tornou-se um grande defensor na Inglaterra do fim da escravidão, influenciando o abolicionista William Wilberforce. Foi também autor de muitos hinos do repertório cristão, incluindo Amazing Grace.

## Biografia

### Juventude
John Newton nasceu em Wapping, Londres, em 1725, filho de John Newton, um capitão de navio a serviço no Mediterrâneo, e Elizabeth Seatclife, uma Cristã Não-conformista. Sua mãe morreu de tuberculose quando ele tinha apenas 6 anos.

### Conversão
Depois de um curto tempo na Marinha Real, John Newton iniciou sua carreira como traficante de escravos. Certo dia, durante uma de suas viagens, o navio de Newton foi fortemente afetado por uma tempestade. Momentos depois que ele deixou o convés o marinheiro que tomou o seu lugar foi jogado ao mar, por isso ele próprio guiou a embarcação pela tempestade. Mais tarde ele comentou que durante a tempestade ele sentiu quão frágil e desamparado eles estavam e concluiu que somente a Graça de Deus poderia salvá-los naquele momento. Incentivado por esse acontecimento, e pelo que havia lido no livro, Imitação de Cristo de Tomás de Kempis, ele resolveu abandonar o tráfico de escravos e tornou-se cristão, o que o levou a compor a canção Amazing Grace (do inglês: "Graça Maravilhosa").
Até os dias atuais muitos consideram a autoria da letra deste hino, porém, informando que a melodia é de autoria desconhecida. Na verdade em uma das viagens em prol do tráfico negreiro ele ouviu negros cantando uma "lamentação"  da África Ocidental nesta melodia e que mais tarde ele acrescentaria a letra que toca a todos que a ouvem.